# Henrik Scholte
Henrik Scholte (Groningen, 25 januari 1903 - Amsterdam, 28 mei 1988) was een Nederlands schrijver. Zijn Gids voor Griekenland was de eerste volledige reisgids in het Nederlands die Griekenland beschreef. De gids besteedde veel aandacht aan geschiedenis en mythologie en was gericht op het soort reiziger dat in de jaren 30 - '70 Griekenland bezocht, hoogopgeleiden met een klassieke vooropleiding. In die zin is de gids bij uitstek kenmerkend voor zowel de toerist als het Griekenland uit de periode van voor het massatoerisme.
In de jaren dertig bezocht hij voor het eerst Griekenland. In dienst van de KLM reisde Scholte de wereld over en bezocht hij Griekenland talloze malen. Hij werd ereburger van het eiland Spetses.
Tijdens zijn studententijd in Amsterdam werd Scholte redacteur van Propria Cures en was hij, samen met Menno ter Braak, oprichter van De Nederlandsche Filmliga. Tot het einde van 1945 bleef hij bezig met film, filmkritieken, scenario's en vertalingen. Kort na de Duitse inval was hij korte tijd lid van Nationaal Front; Scholte was pro-Duits. In september 1943 werd hij hoofdredacteur van het tijdschrift Cinema en Theater, hetgeen hij bleef tot en met het laatste nummer, gepubliceerd op 2 september 1944.
In 1940 vertaalde Scholte voor het eerste het boek The Wonderful Wizard of Oz van de Amerikaanse schrijver L. Frank Baum naar het Nederlands. Het boek werd in Nederland gepubliceerd in 1940 als De Grote Tovenaar van Oz bij uitgeverij L.J. Veen (Amsterdam).